# Relais 4 × 100 mètres aux Jeux olympiques
Pour un article plus général, voir Athlétisme aux Jeux olympiques.
Le relais 4 × 100 mètres masculin figure au programme des Jeux olympiques depuis l'édition de 1912 à Stockholm. Les femmes participent à cette épreuve depuis les Jeux de 1928, à Amsterdam.
Les records olympiques de la discipline sont actuellement détenus, chez les hommes, par l'équipe de Jamaïque (Nesta Carter, Michael Frater, Yohan Blake et Usain Bolt), qui établit le temps de 36 s 84 en finale des Jeux olympiques de 2012, à Londres (record du monde), et par l'équipe des États-Unis chez les femmes (Tianna Madison, Allyson Felix, Bianca Knight et Carmelita Jeter), créditée de 40 s 82 lors des mêmes Jeux (record du monde également).
Les États-Unis sont la nation la plus titrée côté masculin et féminin. À titre individuel, les athlètes comptant le plus de médailles d'or dans cette discipline (3) sont les Américains Frank Wykoff chez les hommes et Evelyn Ashford chez les femmes.

## Éditions
| Années | 96 | 00 | 04 | 08 | 12 | 20 | 24 | 28 | 32 | 36 | 48 | 52 | 56 | 60 | 64 | 68 | 72 | 76 | 80 | 84 | 88 | 92 | 96 | 00 | 04 | 08 | 12 | 16 | 20 | 24 | Total |
| ------ | -- | -- | -- | -- | -- | -- | -- | -- | -- | -- | -- | -- | -- | -- | -- | -- | -- | -- | -- | -- | -- | -- | -- | -- | -- | -- | -- | -- | -- | -- | ----- |
| Hommes |    |    |    |    | X  | X  | X  | X  | X  | X  | X  | X  | X  | X  | X  | X  | X  | X  | X  | X  | X  | X  | X  | X  | X  | X  | X  | X  | X  | X  | 26    |
| Femmes |    |    |    |    |    |    |    | X  | X  | X  | X  | X  | X  | X  | X  | X  | X  | X  | X  | X  | X  | X  | X  | X  | X  | X  | X  | X  | X  | X  | 23    |

## Hommes

### Historique

#### 1912-1936

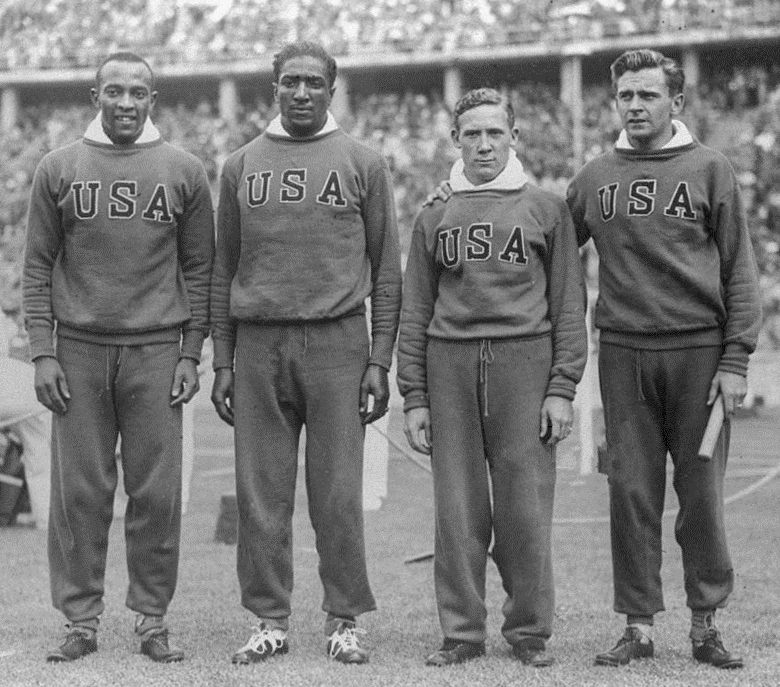
Le relais 4 × 100 m américain (Jesse Owens, Ralph Metcalfe, Foy Draper et Frank Wykoff) titré lors des Jeux olympiques de 1936, à Berlin.

L'épreuve du relais 4 × 100 mètres fait sa première apparition olympique à l'occasion des Jeux olympiques de 1912, à Stockholm. Lors de la 1re demi-finale, l'équipe de Grande-Bretagne, composée de David Jacobs, Henry Macintosh, Victor d'Arcy et William Applegarth) atteint pour la première fois les 43 secondes 0 dixième (43 s), derrière les Américains arrivés en 42 secondes 5, mais disqualifiés pour passage du témoin hors-zone. Lors de la 2e demi-finale, l'équipe de Suède (Ivan Möller, Charles Luther, Ture Person et Knut Lindberg) porte ce record à 42 s 5, devant la Hongrie en 42 s 9. Ces deux performances ne sont pas reconnues par l'IAAF comme les premiers records du monde, au contraire de l'équipe d'Allemagne (Otto Röhr, Max Herrmann, Erwin Kern et Richard Rau), qui le même 8 juillet 1912, lors de la 3e demi-finale court en 42 secondes 3 dixièmes. Lors de la finale, la Grande-Bretagne remporte la médaille d'or devant la Suède, seconde en 42 s 6. La médaille de bronze n'est pas attribuée, à la suite de la disqualification du relais allemand pour une faute de passage du témoin.
Lors de la finale du relais 4 × 100 m des Jeux olympiques de 1920, la victoire revient aux États-Unis qui alignent Charley Paddock, vainqueur du 100 m, Jackson Scholz, Loren Murchison et Morris Kirksey, deuxième sur 100 m. Les quatre athlètes établissent un nouveau records du monde de la spécialité en 42 s 2 et devancent le relais français composé de René Lorain, René Tirard, René Mourlon, Émile Ali-Khan (42 s 5), et le relais  suédois (Agne Holmström, William Pettersson, Sven Malm et  Nils Sandström).
En 1924, lors des Jeux olympiques de Paris, l'équipe des États-Unis (Frank Hussey, Louis Clarke, Alfred LeConey et Loren Murchison) s'impose en finale dans le temps de 41 s 0, établissant un nouveau record du monde. L'équipe de Grande-Bretagne, composée de Harold Abrahams, le champion olympique du 100 m, Wilfred Nichol, Walter Rangeley et Lancelot Royle, se classe deuxième en 41 s 2 après avoir également battu le record du monde en séries en 42 s 0. Les Pays-Bas (Jacob Boot, Harry Broos, Jan de Vries, et Marinus van den Berge) terminent troisièmes en 41 s 8.
Les États-Unis obtiennent un nouveau sacre olympique en 1928 à Amsterdam. L'équipe, composée de Frank Wykoff, James Quinn, Charley Borah et Henry Russell, s'impose en 41 s 0 et devance l'Allemagne (Georg Lammers, Richard Corts, Hubert Houben et Helmut Körnig) et la Grande-Bretagne (Cyril Gill, Teddy Smouha, Walter Rangeley et Jack London). Le Canada, qui aligne en dernier relayeur le champion olympique du 100 m Percy Williams, est disqualifié en finale.
Quatre ans plus tard, aux Jeux olympiques de 1932 à Los Angeles, les États-Unis se passent de leur meilleurs sprinteurs en finale, Eddie Tolan et Ralph Metcalfe, respectivement premier et deuxième de l'épreuve individuelle. La course est remportée par leurs compatriotes Robert Kiesel, Emmett Toppino, Hector Dyeret Frank Wykoff en 40 s 1, nouveau record du monde. L'Allemagne (Helmut Körnig, Fritz Hendrix, Erich Borchmeyer et Arthur Jonath) termine deuxième en 40 s 9, devant l'Italie (Giuseppe Castelli, Ruggero Maregatti, Gabriele Salviati et Edgardo Toetti), troisième en 41 s 2.
Lors des Jeux olympiques de 1936, à Berlin, le titre est remporté par l'équipe des États-Unis, composé de Jesse Owens, médaillé d'or dans trois autres épreuves, dont celles des sprints courts, Ralph Metcalfe, Foy Draper et Frank Wykoff, qui remporte son troisième succès consécutif dans cette épreuve après 1928 et 1932. Les États-Unis réalisent en finale un nouveau record du monde en 39 s 8 et deviennent le premier relais de l'histoire à descendre sous la barrière des 40 secondes . L'équipe d'Italie (Orazio Mariani, Gianni Caldana, Elio Ragni et Tullio Gonnelli) se classe deuxième en 41 s 1 et l'équipe d'Allemagne (Wilhelm Leichum, Erich Borchmeyer, Erwin Gillmeister et Gerd Hornberger) troisième en 41 s 2 alors que l'équipe des Pays-Bas est disqualifiée. Marty Glickman et Sam Stoller, écartés du relais américain au profit d'Owens et de Metcalfe le jour de la course, provoque une polémique et a mené à des accusations d'antisémitisme envers le Comité olympique des États-Unis.

#### 1948-1964

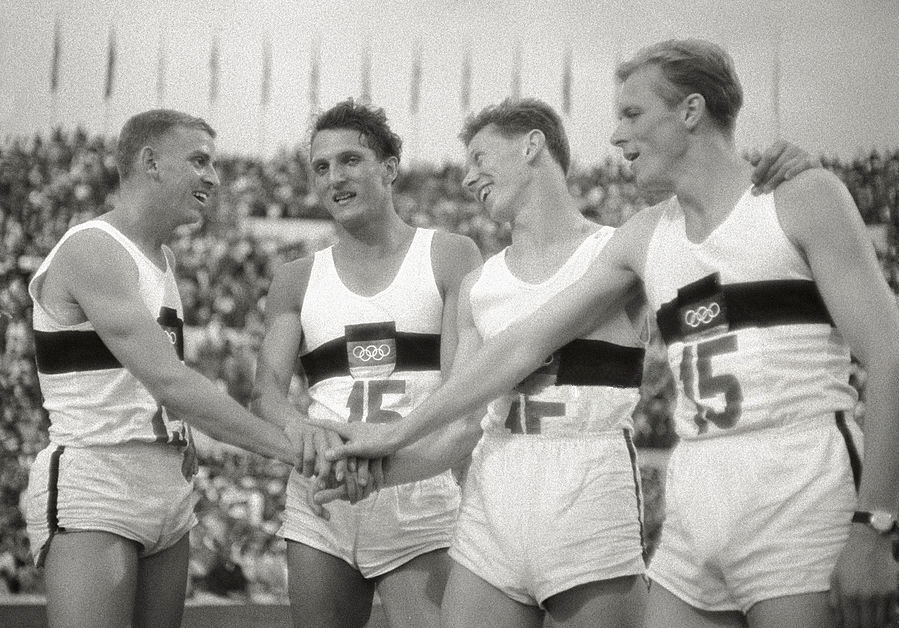
L'Équipe unifiée d'Allemagne (Armin Hary, Martin Lauer, Bernd Cullmann et Walter Mahlendorf) remporte le titre olympique en 1960.

En 1948, lors des Jeux olympiques de Londres, la victoire revient une nouvelle fois aux États-Unis qui s'imposent en finale dans le temps de 40 s 6, en alignant dans l'ordre Barney Ewell, Lorenzo Wright, Harrison Dillard (champion olympique sur 100 m) et Mel Patton (champion olympique sur 200 m). La Grande-Bretagne (John Archer, Jack Gregory, Alastair McCorquodale et Kenneth Jones) termine deuxième en 41 s 3 et l'Italie (Michele Tito, Enrico Perucconi, Antonio Siddi et Carlo Monti) troisième en 41 s 5.
Quatre ans plus tard, en 1952 aux Jeux olympiques d'Helsinki, les États-Unis s'imposent en 40 s 1 avec Dean Smith, Harrison Dillard, qui signe son deuxième succès consécutif dans cette épreuve, Lindy Remigino, champion olympique sur 100 m, et Andy Stanfield, médaillé d'or sur 200 m. L'Union soviétique remporte la médaille d'argent en 40 s 3 (Boris Tokarev, ,Levan Kalyayev, Levan Sanadze et Vladimir Sukharev) et la Hongrie la médaille de bronze en 40 s 5 (László Zarándi, Géza Varasdi, György Csányi et Béla Goldoványi.
Aux Jeux olympiques de 1956, à Melbourne, l'équipe des États-Unis, composée de Ira Murchison, Leamon King, Thane Baker et Bobby Joe Morrow, titré par ailleurs individuellement sur 100 m et 200 m, l'emportent en 39 s 5 et améliorent de 3/10e de seconde le vieux record du monde établi par leurs homologues lors des Jeux de 1936. L'Union soviétique (Leonid Bartenyev, Boris Tokarev, Yuriy Konovalov et Vladimir Sukharev) se classe deuxième en 39 s 8 et l'Équipe unifiée d'Allemagne (Lothar Knörzer, Leonhard Pohl, Heinz Fütterer et Manfred Germar) troisième en 40 s 3.

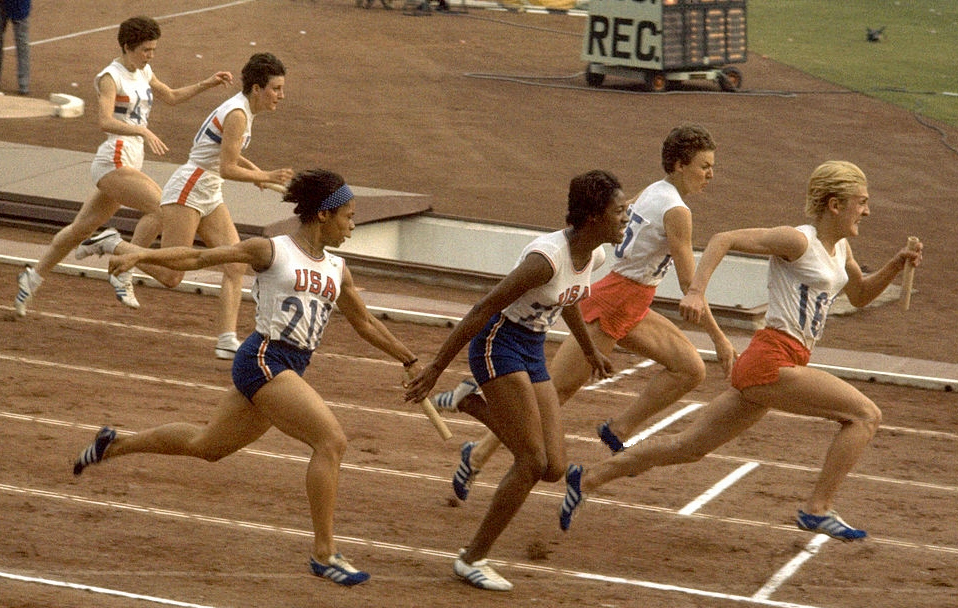
Finale du relais 4 × 100 m lors des Jeux olympiques de 1964 à Tokyo.

Lors des Jeux olympiques de 1960, à Rome, les États-Unis (Budd, Norton, Johnson et Sime) subissent leur première défaite depuis 1920 en étant disqualifiés lors de la finale pour passage de témoin hors limite, après avoir pourtant remporté la course dans le temps de 39 s 4. L'Équipe unifiée d'Allemagne, composée de Bernd Cullmann, Armin Hary (champion olympique sur 100 m), Walter Mahlendorf et Martin Lauer, devient championne olympique en 39 s 5, égalant le record du monde qu'elle avait déjà réalisée la veille lors des séries. L'Union soviétique (Gusman Kosanov, Leonid Bartenyev, Yuriy Konovalov et Edvin Ozolin) obtient la médaille d'argent en 40 s 1 et la Grande Bretagne (Peter Radford, David Jones, David Segal et Nick Whitehead) la médaille de bronze en 40 s 2.
À partir des Jeux olympiques de 1964, l'épreuve se dispute sur une piste de 8 couloirs. Au Stade olympique de Tokyo, la victoire revient à l'équipe des États-Unis composée de Paul Drayton, Gerald Ashworth, Richard Stebbins et Bob Hayes, champion olympique sur 100 m quelques jours plus tôt, qui établit un nouveau record du monde en 39 s 0. Les Américains devancent l'équipe de Pologne (Andrzej Zieliński, Wiesław Maniak, Marian Foik et Marian Dudziak), deuxième en 39 s 3 et l'équipe de France (Paul Genevay, Bernard Laidebeur, Claude Piquemal et Jocelyn Delecour), troisième en 39 s 3 également.

#### 1968-1984

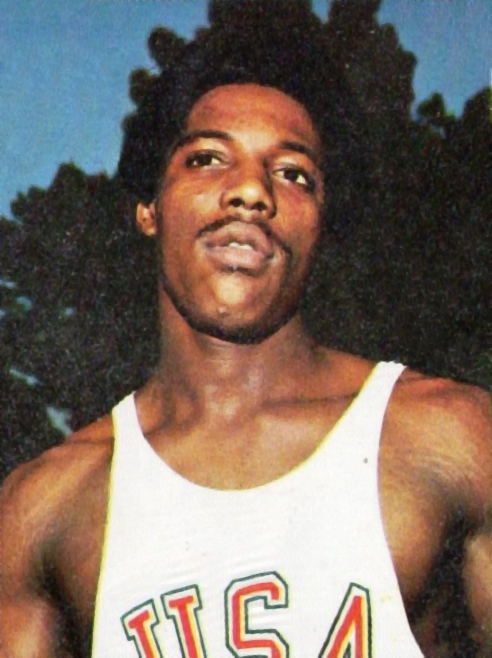
Larry Black, champion olympique du 4 × 100 m en 1972.

Lors des Jeux olympiques de 1968, à Mexico, l'équipe de Jamaïque, amenée par Lennox Miller, établit à deux reprises un nouveau record du monde : 38 s 6 lors des séries puis 38 s 3 lors des demi-finales. Le lendemain, en finale, le relais des États-Unis composé de Jim Hines et Charles Greene, respectivement premier et troisième de l'épreuve du 100 m, Melvin Pender et Ronnie Ray Smith, s'impose dans le temps de 38 s 2 (38 s 24 au chronométrage électronique) et améliore d'un centième de seconde le record du monde établi la veille. L'équipe de Cuba (Hermes Ramírez, Juan Morales, Pablo Montes et Enrique Figuerola) remporte la médaille d'argent en 38 s 4 (38 s 43) alors que l'équipe de France (Gérard Fenouil, Jocelyn Delecour, Claude Piquemal et Roger Bambuck) s'adjuge la médaille de bronze comme à Tokyo quatre ans plus tôt, en établissant un nouveau record d'Europe en 38 s 4 (38 s 43). La Jamaïque termine au pied du podium.
En 1972, en finale des Jeux olympiques de Munich, les États-Unis (Larry Black, Robert Taylor, Gerald Tinker et Eddie Hart) remportent la médaille d'or en établissant un nouveau record du monde en 38 s 19. Ils devancent l'Union soviétique (Aleksandr Kornelyuk, Vladimir Lovetskiy, Juris Silovs et en dernier relayeur le champion olympique du 100 m Valeriy Borzov), médaillé d'argent en 38 s 50, et l'Allemagne de l'Ouest (Jobst Hirscht, Karlheinz Klotz, Gerhard Wucherer et Klaus Ehl), médaillée de bronze en 38 s 79.
Quatre ans plus tard, aux Jeux olympiques de 1976, à Montréal, les États-Unis décrochent un nouveau titre olympique en alignant Harvey Glance, John Wesley Jones, Millard Hampton et Steve Riddick en dernier relayeur. En réalisant le temps de 38 s 33, ils devancent l'équipe de République démocratique allemande composée de Manfred Kokot, Jörg Pfeifer, Klaus-Dieter Kurrat et Alexander Thieme (38 s 66), et l'équipe d'Union soviétique composée de Aleksandr Aksinin, Nikolay Kolesnikov, Juris Silovs et Valeriy Borzov (38 s 78).
Les Jeux olympiques de 1980 sont marqués par le boycott d'une cinquantaine de nations, dont les États-Unis. À Moscou, chez elle, la victoire revient à l'équipe d'Union soviétique (Vladimir Muravyov, Nikolay Sidorov, Andreï Prokofiev et Aleksandr Aksinin) qui s'impose dans le temps de 38 s 26. Elle devance l'équipe de Pologne (Zenon Licznerski, Leszek Dunecki, Marian Woronin et Krzysztof Zwoliński), deuxième en 38 s 33, et l'équipe de France (Patrick Barré, Pascal Barré, Hermann Panzo et Antoine Richard), troisième en 38 s 53. La Grande-Bretagne, qui aligne en deuxième relayeur dans la ligne droite opposée le champion olympique du 100 m Allan Wells, ne termine que quatrième de la finale.
Lors des Jeux olympiques de 1984, les États-Unis renouent avec le succès et remportent la médaille d'or en établissant en finale un nouveau record du monde en 37 s 83. Les Américains alignent dans l'ordre Sam Graddy, médaillé d'argent sur 100 m, Ron Brown, quatrième sur 100 m, Calvin Smith, alors détenteur du record du monde du 100 m et Carl Lewis, vainqueur du 100 m et du 200 m et titré par ailleurs au saut en longueur lors de ces Jeux. La Jamaïque (Al Lawrence, Greg Meghoo, Don Quarrie et Ray Stewart) se classe deuxième en 38 s 62 et le Canada (Ben Johnson, Tony Sharpe, Desai Williams et Sterling Hinds) troisième en 38 s 70.

#### 1988-2004

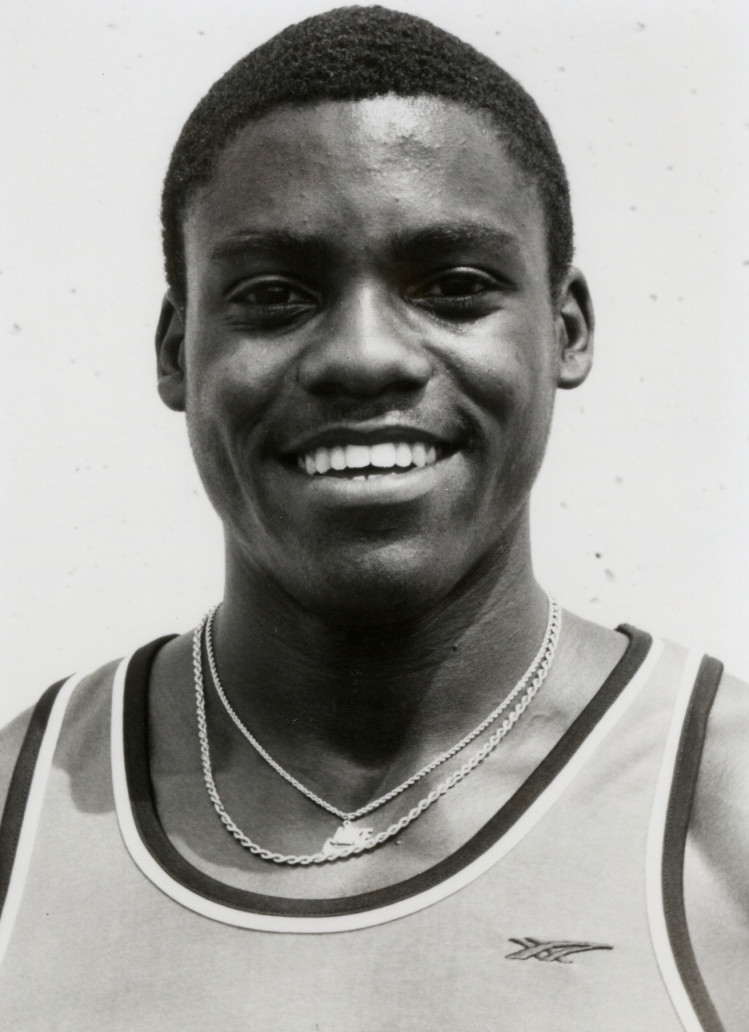
Carl Lewis, champion olympique du 4 × 100 m en 1984 et 1992.

En 1988, aux Jeux olympiques de Séoul, les États-Unis sont éliminés dès les séries lorsque l'avant-dernier relayeur Lee McNeill, remplaçant alors Carl Lewis qui souhaitait se réserver pour la finale, effectue un passage de témoin envers Calvin Smith en dehors de la zone de transmission. Le lendemain, en finale, c'est l'équipe d'Union soviétique (Viktor Bryzhin, Vladimir Krylov, Vladimir Muravyov et Vitaliy Savin) qui devient championne olympique en 38 s 19, devant la Grande-Bretagne (Elliot Bunney, John Regis, Mike McFarlane et Linford Christie) en 38 s 28 et l'équipe de France (Bruno Marie-Rose, Daniel Sangouma, Gilles Quénéhervé et Max Morinière) qui après avoir réalisé le meilleur temps des demi-finales en 38 s 49, établit un nouveau record national en 38 s 40.
Lors des Jeux olympiques de 1992, l'équipe des États-Unis composée dans l'ordre de Michael Marsh, Leroy Burrell, Dennis Mitchell et Carl Lewis, alors détenteur du record du monde du 100 m, s'imposent dans le temps de 37 s 40 et améliorent de 10/100e de seconde leur propre record du monde du 4 × 100 m établi un an plus tôt aux mondiaux de Tokyo. Le Nigeria (Oluyemi Kayode, Chidi Imoh, Davidson Ezinwa et Olapade Adeniken) se classe deuxième en 37 s 98, et Cuba (Andrés Simón, Joel Lamela, Joel Isasi, Jorge Luis Aguilera) troisième en 38 s 00. La France, détentrice du record du monde de 1990 à 1991, est éliminée au stade des demi-finales.
Le Canadien Donovan Bailey, qui a battu le record du monde du 100 m (9 s 84) au début des Jeux olympiques de 1996, à Atlanta, s'impose également dans l'épreuve du relais 4 × 100 mètres, terminant en 37 s 69 la course du relais canadien composé également de Robert Esmie, Glenroy Gilbert et Bruny Surin. Les États-Unis (Jon Drummond, Tim Harden, Michael Marsh et Dennis Mitchell) et le Brésil (Arnaldo da Silva, Robson da Silva, Édson Ribeiro et André Domingos) complètent le podium en respectivement 38 s 05 et 38 s 41.
Les États-Unis reprennent leur couronne lors des Jeux olympiques de 2000, à Sydney, en alignant en finale Jon Drummond, Bernard Williams, Brian Lewis et Maurice Greene, champion olympique du 100 m quelques jours plus tôt, et détenteur du record du monde du 100 m depuis 1999. Les Américains s'imposent en 37 s 61, devant le Brésil (Vicente de Lima, Édson Ribeiro, André Domingos et Claudinei da Silva) qui établit un nouveau record national en 37 s 90, et Cuba (José Ángel César, Luis Alberto Pérez-Rionda, Iván García et Freddy Mayola), troisième en 38 s 04. La Jamaïque, qui établit également un nouveau record national en 38 s 20, termine au pied du podium, devant la France.
Favoris des Jeux olympiques de 2004, à Athènes, les États-Unis alignent au départ de la finale Justin Gatlin et Maurice Greene, respectivement premier et troisième de l'épreuve du 100 m, Shawn Crawford, champion olympique du 200 m et Coby Miller, qui remplace à la dernière minute Darvis Patton. Mais, en raison notamment d'un mauvais passage de témoin entre Gatlin et Miller, le relais américain ne parvient pas à faire la différence et ne se classe que deuxième de la course en 38 s 08, devancé d'un centième de seconde seulement par le quatuor de Grande-Bretagne composé de Jason Gardener, Darren Campbell, Marlon Devonish et Mark Lewis-Francis. L'équipe du Nigeria (Olusoji Fasuba, Uchenna Emedolu, Aaron Egbele et Deji Aliu) s'adjuge la médaille de bronze en 38 s 23.

#### Depuis 2008

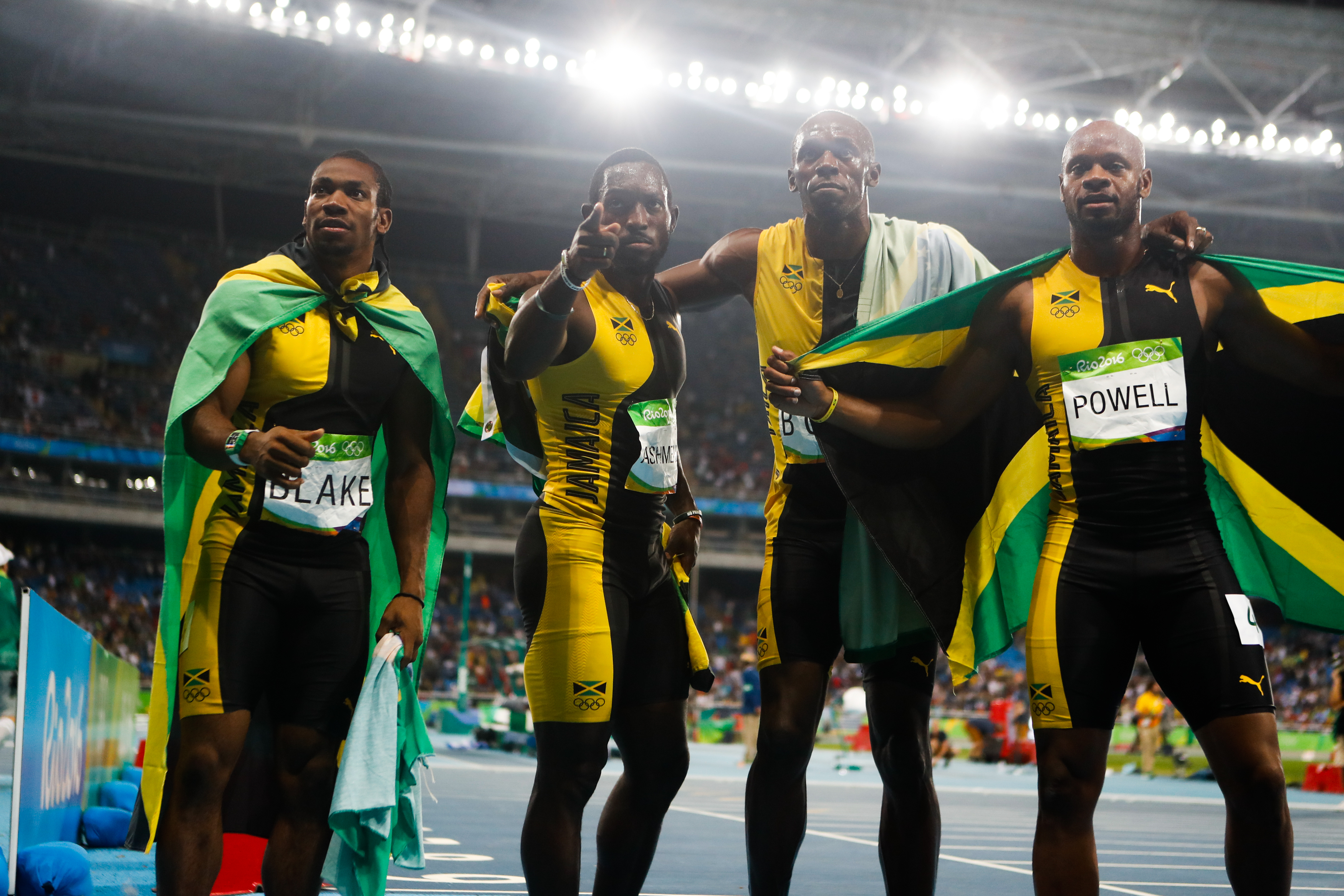
Victoire du relais 4 × 100 m de la Jamaïque lors des Jeux olympiques de 2016 (de gauche à droite : Yohan Blake, Nickel Ashmeade, Usain Bolt et Asafa Powell.

À Pékin en 2008, le relais américain est éliminé dès les séries pour perte de témoin. L'équipe de Jamaïque devient alors la grande favorite pour la victoire finale, d'autant plus qu'elle compte dans ses rangs le double champion olympique et recordman du monde du 100 m et 200 m Usain Bolt. Comme attendu, le relais jamaïcain s'impose facilement le jour de la finale avec un nouveau record du monde établi en 37 s 10 devant Trinité-et-Tobago et le Japon. Cependant, le 25 janvier 2017, le Comité international olympique disqualifie la Jamaïque du relais 4 × 100 m des Jeux de Pékin, à la suite de la réanalyse des échantillons de Nesta Carter, un des quatre relayeurs jamaïcains, contrôlé positif à la méthylhéxanamine. L'équipe de Trinité-et-Tobago, constituée de Keston Bledman, Richard Thompson, Marc Burns et Emmanuel Callender, en profite pour récupérer le titre vacant, tandis que l'équipe du Brésil monte sur le podium pour la troisième fois de son histoire dans cette discipline. 
Quatre ans plus tard à Londres, l'équipe de Jamaïque, composée de Usain Bolt, Yohan Blake, Michael Frater et Nesta Carter, remporte son premier titre olympique sur le relais 4 x 100 m en battant le record du monde en 36 s 84, devenant la première équipe de l'histoire à passer sous la barre des 37 secondes. Elle devance initialement les États-Unis, deuxièmes en 37 s 04, alors record national et deuxième performance de tous les temps. Le Canada est classé initialement troisième mais est disqualifié quelques minutes après la fin de la course, car l'un de ses relayeurs, Jared Connaughton, a mordu la ligne blanche intérieure du dernier virage. Ce déclassement profite à Trinité-et-Tobago, troisième, alors que la France termine au pied du podium. Toutefois, en mai 2015, le relais américain perd sa médaille d'argent après la disqualification de Tyson Gay pour dopage, après un contrôle positif en juin 2013 et une sanction qui le prive de tous ses résultats à partir de juillet 2012. Fin juin 2015, le CIO confirme la récupération de la médaille d'argent par Trinité-et-Tobago et de la médaille de bronze par la France.
Lors des Jeux olympiques de 2016 à Rio de Janeiro, la Jamaïque conserve son titre olympique en 37 s 27, devant le Japon (37 s 60) et le Canada (37 s 64). Le quatuor jamaïcain, toujours composé de Usain Bolt et Yohan Blake, avec cette fois Asafa Powell et Nickel Ashmeade, n'établit pas de nouveau record mais s'impose pour la sixième fois d'affilée en grande compétition internationale (Mondiaux et JO) depuis 2009. Le Japon empoche la deuxième médaille olympique de son histoire après 2008, tandis que le Canada, malheureux en 2012, profite cette fois du déclassement après course des États-Unis, initialement troisièmes en 37 s 62, en raison d'un passage de témoin hors-zone entre Mike Rodgers et Justin Gatlin.
La finale du 4 x 100 m des Jeux Olympiques de 2020 à Tokyo débouche sur la victoire surprise de l'Italie, qui s'impose en 37 s 50 grâce notamment à son dernier relayeur Filippo Tortu qui coiffe sur la ligne d'arrivée le dernier relayeur britannique Nethaneel Mitchell-Blake, pourtant en tête au dernier passage de témoin. L'équipe d'Italie, composée également de Eseosa Desalu, Lorenzo Patta et Marcell Jacobs (vainqueur du 100 m à Tokyo) est donc sacrée championne olympique pour la première fois de son histoire, tandis que le relais jamaïcain, double tenant du titre, se classe 5e de la finale, et que le relais américain, champion du monde en 2019 à Doha, avait été éliminé dès les séries. En février 2022, le relais britannique arrivé deuxième est déchu de sa médaille d'argent après le contrôle positif de Chijindu Ujah en août 2021. La deuxième place revient donc au Canada et la troisième place à la Chine. 

### Palmarès
| Édition | Or | Argent | Bronze |
| ------- | --- | --- | --- |
| 1912    | Grande-Bretagne David Jacobs Henry Macintosh Victor d'Arcy William Applegarth 42 s 4                                                   | Suède Ivan Möller Charles Luther Ture Person Knut Lindberg 42 s 6                                                                        | – |
| 1920    | États-Unis Charley Paddock Jackson Scholz Loren Murchison Morris Kirksey 42 s 2                                                        | France René Lorain René Tirard René Mourlon Émile Ali-Khan 42 s 5                                                                        | Suède Agne Holmström William Pettersson Sven Malm Nils Sandström 42 s 8                                                                |
| 1924    | États-Unis Loren Murchison Louis Clarke Frank Hussey Alfred LeConey 41 s 0                                                             | Grande-Bretagne Harold Abrahams Walter Rangeley Wilfred Nichol Lancelot Royle 41 s 2                                                     | Pays-Bas Jan de Vries Jacob Boot Harry Broos Marinus van den Berge 41 s 8                                                              |
| 1928    | États-Unis Frank Wykoff James Quinn Charley Borah Henry Russell 41 s 0                                                                 | Allemagne Georg Lammers Richard Corts Hubert Houben Helmut Körnig 41 s 2                                                                 | Grande-Bretagne Cyril Gill Teddy Smouha Walter Rangeley Jack London 41 s 8                                                             |
| 1932    | États-Unis Robert Kiesel Emmett Toppino Hector Dyer Frank Wykoff 40 s 1                                                                | Allemagne Helmut Körnig Friedrich Hendrix Erich Borchmeyer Arthur Jonath 40 s 9                                                          | Italie Giuseppe Castelli Ruggero Maregatti Gabriele Salviati Edgardo Toetti 41 s 2                                                     |
| 1936    | États-Unis Jesse Owens Ralph Metcalfe Foy Draper Frank Wykoff 39 s 8                                                                   | Italie Orazio Mariani Gianni Caldana Elio Ragni Tullio Gonnelli 41 s 1                                                                   | Allemagne Wilhelm Leichum Erich Borchmeyer Erwin Gillmeister Gerd Hornberger 41 s 2                                                    |
| 1948    | États-Unis Barney Ewell Lorenzo Wright Harrison Dillard Mel Patton 40 s 6                                                              | Grande-Bretagne John Archer Jack Gregory Alastair McCorquodale Kenneth Jones 41 s 3                                                      | Italie Michele Tito Enrico Perucconi Antonio Siddi Carlo Monti 41 s 5                                                                  |
| 1952    | États-Unis Dean Smith Harrison Dillard Lindy Remigino Andy Stanfield 40 s 1                                                            | Union soviétique Boris Tokarev Levan Kalyayev Levan Sanadze Vladimir Sukharev 40 s 3                                                     | Hongrie László Zarándi Géza Varasdi György Csányi Béla Goldoványi 40 s 5                                                               |
| 1956    | États-Unis Ira Murchison Leamon King Thane Baker Bobby Joe Morrow 39 s 5                                                               | Union soviétique Leonid Bartenyev Boris Tokarev Yuriy Konovalov Vladimir Sukharev 39 s 8                                                 | Équipe unifiée d'Allemagne Lothar Knörzer Leonhard Pohl Heinz Fütterer Manfred Germar 40 s 3                                           |
| 1960    | Équipe unifiée d'Allemagne Bernd Cullmann Armin Hary Walter Mahlendorf Martin Lauer 39 s 5                                             | Union soviétique Gusman Kosanov Leonid Bartenyev Yuriy Konovalov Edvin Ozolin 40 s 1                                                     | Grande-Bretagne Peter Radford David Jones David Segal Nick Whitehead 40 s 2                                                            |
| 1964    | États-Unis Paul Drayton Gerald Ashworth Richard Stebbins Bob Hayes 39 s 0                                                              | Pologne Andrzej Zieliński Wiesław Maniak Marian Foik Marian Dudziak 39 s 3                                                               | France Paul Genevay Bernard Laidebeur Claude Piquemal Jocelyn Delecour 39 s 3                                                          |
| 1968    | États-Unis Charles Greene Melvin Pender Ronnie Ray Smith Jim Hines 38 s 2                                                              | Cuba Hermes Ramírez Juan Morales Pablo Montes Enrique Figuerola 38 s 3                                                                   | France Gérard Fenouil Jocelyn Delecour Claude Piquemal Roger Bambuck 38 s 4                                                            |
| 1972    | États-Unis Larry Black Robert Taylor Gerald Tinker Eddie Hart 38 s 19                                                                  | Union soviétique Aleksandr Kornelyuk Vladimir Lovetskiy Juris Silovs Valeriy Borzov 38 s 50                                              | Allemagne de l'Ouest Jobst Hirscht Karlheinz Klotz Gerhard Wucherer Klaus Ehl 38 s 79                                                  |
| 1976    | États-Unis Harvey Glance John Wesley Jones Millard Hampton Steve Riddick 38 s 33                                                       | Allemagne de l'Est Manfred Kokot Jörg Pfeifer Klaus-Dieter Kurrat Alexander Thieme 38 s 66                                               | Union soviétique Aleksandr Aksinin Nikolay Kolesnikov Juris Silovs Valeriy Borzov 38 s 78                                              |
| 1980    | Union soviétique Vladimir Muravyov Nikolay Sidorov Aleksandr Aksinin Andreï Prokofiev 38 s 26                                          | Pologne Krzysztof Zwoliński Zenon Licznerski Leszek Dunecki Marian Woronin 38 s 33                                                       | France Antoine Richard Pascal Barré Patrick Barré Hermann Panzo 38 s 53                                                                |
| 1984    | États-Unis Sam Graddy Ron Brown Calvin Smith Carl Lewis 37 s 83                                                                        | Jamaïque Al Lawrence Greg Meghoo Don Quarrie Ray Stewart 38 s 62                                                                         | Canada Ben Johnson Tony Sharpe Desai Williams Sterling Hinds 38 s 70                                                                   |
| 1988    | Union soviétique Viktor Bryzhin Vladimir Krylov Vladimir Muravyov Vitaliy Savin 38 s 19                                                | Grande-Bretagne Elliot Bunney John Regis Mike McFarlane Linford Christie 38 s 28                                                         | France Bruno Marie-Rose Daniel Sangouma Gilles Quénéhervé Max Morinière 38 s 40                                                        |
| 1992    | États-Unis Mike Marsh Leroy Burrell Dennis Mitchell Carl Lewis 37 s 40                                                                 | Nigeria Oluyemi Kayode Chidi Imoh Olapade Adeniken Davidson Ezinwa 37 s 98                                                               | Cuba Andrés Simón Joël Lamela Joël Isasi Jorge Luis Aguilera 38 s 0                                                                    |
| 1996    | Canada Robert Esmie Glenroy Gilbert Bruny Surin Donovan Bailey 37 s 69 Participation aux séries : Carlton Chambers                     | États-Unis Jon Drummond Tim Harden Mike Marsh Dennis Mitchell 38 s 05 Participation aux séries : Tim Montgomery                          | Brésil Arnaldo da Silva Robson da Silva Édson Ribeiro André Domingos 38 s 41                                                           |
| 2000    | États-Unis Jon Drummond Bernard Williams Brian Lewis Maurice Greene 37 s 61 Participation aux séries : Tim Montgomery Kenny Brokenburr | Brésil Vicente Lenílson de Lima Édson Ribeiro André Domingos Claudinei da Silva 37 s 90 Participation aux séries : Cláudio Roberto Souza | Cuba José Ángel César Luis Alberto Pérez-Rionda Iván García Freddy Mayola 37 s 04                                                      |
| 2004    | Grande-Bretagne Jason Gardener Darren Campbell Marlon Devonish Mark Lewis-Francis 38 s 07                                              | États-Unis Shawn Crawford Justin Gatlin Coby Miller Maurice Greene 38 s 08                                                               | Nigeria Olusoji Fasuba Uchenna Emedolu Aaron Egbele Deji Aliu 38 s 23                                                                  |
| 2008    | Trinité-et-Tobago Keston Bledman Marc Burns Emmanuel Callender Richard Thompson 38 s 06 Participation aux séries : Aaron Armstrong     | Japon Naoki Tsukahara Shingo Suetsugu Shinji Takahira Nobuharu Asahara 38 s 15                                                           | Brésil Vicente Lenílson de Lima Sandro Viana Bruno de Barros José Carlos Moreira 38 s 24                                               |
| 2012    | Jamaïque Nesta Carter Michael Frater Yohan Blake Usain Bolt 36 s 84 Participation aux séries : Kemar Bailey-Cole                       | Trinité-et-Tobago Keston Bledman Marc Burns Emmanuel Callender Richard Thompson 38 s 12                                                  | France Jimmy Vicaut Christophe Lemaitre Pierre-Alexis Pessonneaux Ronald Pognon 38 s 16                                                |
| 2016    | Jamaïque Asafa Powell Yohan Blake Nickel Ashmeade Usain Bolt 37 s 27 Participation aux séries : Jevaughn Minzie Kemar Bailey-Cole      | Japon Ryōta Yamagata Shōta Iizuka Yoshihide Kiryū Asuka Cambridge 37 s 60                                                                | Canada Akeem Haynes Aaron Brown Brendon Rodney Andre De Grasse 37 s 64 Participation aux séries : Mobolade Ajomale                     |
| 2020    | Italie Lorenzo Patta Marcell Jacobs Eseosa Desalu Filippo Tortu 37 s 50                                                                | Canada Aaron Brown Jerome Blake Brendon Rodney Andre De Grasse 37 s 70                                                                   | Chine Tang Xingqiang Xie Zhenye Su Bingtian Wu Zhiqiang 37 s 79                                                                        |
| 2024    | Canada Aaron Brown Jerome Blake Brendon Rodney Andre De Grasse 37 s 50                                                                 | Afrique du Sud Bayanda Walaza Shaun Maswanganyi Bradley Nkoana Akani Simbine 37 s 57                                                     | Grande-Bretagne Jeremiah Azu Louie Hinchliffe Nethaneel Mitchell-Blake Zharnel Hughes 37 s 61 Participation aux séries : Richard Kilty |

### Multiples médaillés

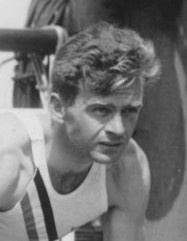
Frank Wykoff, trois fois champion olympique du relais 4 × 100 mètres.

| Rang | Athlète            | Pays              | Période   | Or | Argent | Bronze | Total |
| ---- | ------------------ | ----------------- | --------- | -- | ------ | ------ | ----- |
| 1    | Frank Wykoff       | États-Unis        | 1928–1936 | 3  | 0      | 0      | 3     |
| 2    | Loren Murchison    | États-Unis        | 1920-1924 | 2  | 0      | 0      | 2     |
| 2    | Harrison Dillard   | États-Unis        | 1948–1952 | 2  | 0      | 0      | 2     |
| 2    | Vladimir Muravyov  | Union soviétique  | 1980–1988 | 2  | 0      | 0      | 2     |
| 2    | Carl Lewis         | États-Unis        | 1984–1992 | 2  | 0      | 0      | 2     |
| 2    | Usain Bolt         | Jamaïque          | 2012–2016 | 2  | 0      | 0      | 2     |
| 2    | Kemar Bailey-Cole  | Jamaïque          | 2012–2016 | 2  | 0      | 0      | 2     |
| 2    | Yohan Blake        | Jamaïque          | 2012–2016 | 2  | 0      | 0      | 2     |
| 9    | Aaron Brown        | Canada            | 2016–2024 | 1  | 1      | 1      | 3     |
| 9    | Andre De Grasse    | Canada            | 2016–2024 | 1  | 1      | 1      | 3     |
| 9    | Brendon Rodney     | Canada            | 2016–2024 | 1  | 1      | 1      | 3     |
| 12   | Michael Marsh      | États-Unis        | 1992–1996 | 1  | 1      | 0      | 2     |
| 12   | Dennis Mitchell    | États-Unis        | 1992–1996 | 1  | 1      | 0      | 2     |
| 12   | Jon Drummond       | États-Unis        | 1996–2000 | 1  | 1      | 0      | 2     |
| 12   | Tim Montgomery     | États-Unis        | 1996–2000 | 1  | 1      | 0      | 2     |
| 12   | Maurice Greene     | États-Unis        | 2000–2004 | 1  | 1      | 0      | 2     |
| 12   | Keston Bledman     | Trinité-et-Tobago | 2008–2012 | 1  | 1      | 0      | 2     |
| 12   | Marc Burns         | Trinité-et-Tobago | 2008–2012 | 1  | 1      | 0      | 2     |
| 12   | Emmanuel Callender | Trinité-et-Tobago | 2008–2012 | 1  | 1      | 0      | 2     |
| 12   | Richard Thomson    | Trinité-et-Tobago | 2008–2012 | 1  | 1      | 0      | 2     |
| 21   | Aleksandr Aksinin  | Union soviétique  | 1976–1980 | 1  | 0      | 1      | 2     |
| 22   | Helmut Körnig      | Allemagne         | 1928–1932 | 0  | 2      | 0      | 2     |
| 22   | Vladimir Sukharev  | Union soviétique  | 1952–1956 | 0  | 2      | 0      | 2     |
| 22   | Boris Tokarev      | Union soviétique  | 1952–1956 | 0  | 2      | 0      | 2     |
| 22   | Leonid Bartenyev   | Union soviétique  | 1956–1960 | 0  | 2      | 0      | 2     |
| 22   | Yuriy Konovalov    | Union soviétique  | 1956–1960 | 0  | 2      | 0      | 2     |
| 22   | Darvis Patton      | États-Unis        | 2004–2012 | 0  | 2      | 0      | 2     |
| 28   | Walter Rangeley    | Grande-Bretagne   | 1924–1928 | 0  | 1      | 1      | 2     |
| 28   | Erich Borchmeyer   | Allemagne         | 1932–1936 | 0  | 1      | 1      | 2     |
| 28   | Valeriy Borzov     | Union soviétique  | 1972–1976 | 0  | 1      | 1      | 2     |
| 28   | Juris Silovs       | Union soviétique  | 1972–1976 | 0  | 1      | 1      | 2     |
| 28   | Édson Ribeiro      | Brésil            | 1996–2000 | 0  | 1      | 1      | 2     |
| 28   | André Domingos     | Brésil            | 1996–2000 | 0  | 1      | 1      | 2     |
| 28   | Vicente de Lima    | Brésil            | 2000–2008 | 0  | 1      | 1      | 2     |
| 35   | Jocelyn Delecour   | France            | 1964–1968 | 0  | 0      | 2      | 2     |
| 35   | Claude Piquemal    | France            | 1964–1968 | 0  | 0      | 2      | 2     |

### Record olympique
| Temps   | Pays               | Athlètes                                                         | Lieu        | Date              | Record |
| ------- | ------------------ | ---------------------------------------------------------------- | ----------- | ----------------- | ------ |
| 46 s 2  | Canada             | Frank McConnell, Frank Lukeman, Harry Beasley, John Howard       | Stockholm   | 8 juillet 1912    |        |
| 43 s 7  | États-Unis         | Ira Courtney, Frank Belote, Clement Wilson, Carl Cooke           | Stockholm   | 8 juillet 1912    |        |
| 43 s 6  | Suède              | Ivan Möller, Charles Luther, Ture Person, Knut Lindberg          | Stockholm   | 8 juillet 1912    |        |
| 43 s 6  | Allemagne          | Karl Halt, Max Herrmann, Erwin Kern, Richard Rau                 | Stockholm   | 8 juillet 1912    |        |
| 42 s 5  | Suède              | Ivan Möller, Charles Luther, Ture Person, Knut Lindberg          | Stockholm   | 8 juillet 1912    |        |
| 42 s 3  | Allemagne          | Otto Röhr, Max Hermann, Edwin Kern, Richard Rau                  | Stockholm   | 8 juillet 1912    | WR     |
| 42 s 2  | États-Unis         | Jackson Scholz, Loren Murchison, Morris Kirksey, Charley Paddock | Anvers      | 22 août 1920      | WR     |
| 42 s 0  | Royaume-Uni        | Harold Abrahams, Walter Rangeley, Lancelot Royle, Wilfred Nichol | Paris       | 12 juillet 1924   | WR     |
| 41 s 2  | États-Unis         | Loren Murchison, Louis Clarke, Frank Hussey, Alfred LeConey      | Paris       | 12 juillet 1924   |        |
| 42 s 0  | Pays-Bas           | Jan de Vries, Jacob Boot,Harry Broos, Marinus van den Berge      | Paris       | 12 juillet 1924   |        |
| 41 s 0  | États-Unis         | Loren Murchison, Louis Clarke, Frank Hussey, Alfred LeConey      | Paris       | 13 juillet 1924   | WR     |
| 41 s 0  | États-Unis         | Loren Murchison, Louis Clarke, Frank Hussey, Alfred LeConey      | Paris       | 13 juillet 1924   |        |
| 41 s 0  | États-Unis         | Frank Wykoff, James Quinn, Charley Borah, Henry Russell          | Amsterdam   | 5 août 1928       |        |
| 40 s 6  | États-Unis         | Robert Kiesel, Emmett Toppino, Hector Dyer, Frank Wykoff         | Los Angeles | 6 août 1932       |        |
| 40 s 0  | États-Unis         | Robert Kiesel, Emmett Toppino, Hector Dyer, Frank Wykoff         | Los Angeles | 7 août 1932       | WR     |
| 40 s 0  | États-Unis         | Jesse Owens, Ralph Metcalfe, Foy Draper, Frank Wykoff            | Berlin      | 8 août 1936       |        |
| 39 s 8  | États-Unis         | Jesse Owens, Ralph Metcalfe, Foy Draper, Frank Wykoff            | Berlin      | 9 août 1936       | WR     |
| 39 s 5  | États-Unis         | Ira Murchison, Leamon King, Thane Baker, Bobby Joe Morrow        | Melbourne   | 1er décembre 1956 | WR     |
| 39 s 5  | Allemagne de l'Est | Bernd Cullmann, Armin Hary, Walter Mahlendorf, Martin Lauer      | Rome        | 7 septembre 1960  | WR     |
| 39 s 5  | Allemagne de l'Est | Bernd Cullmann, Armin Hary, Walter Mahlendorf, Martin Lauer      | Rome        | 8 septembre 1960  | WR     |
| 39 s 5  | États-Unis         | Paul Drayton, Gerald Ashworth, Richard Stebbins, Bob Hayes       | Tokyo       | 20 octobre 1964   |        |
| 39 s 0  | États-Unis         | Paul Drayton, Gerald Ashworth, Richard Stebbins, Bob Hayes       | Tokyo       | 21 octobre 1964   | WR     |
| 38 s 7  | Cuba               | Hermes Ramírez, Juan Morales, Pablo Montes, Enrique Figuerola    | Mexico      | 19 octobre 1968   |        |
| 38 s 6  | Jamaïque           | Errol Stewart, Michael Fray, Clifton Forbes, Lennox Miller       | Mexico      | 19 octobre 1968   | WR     |
| 38 s 3  | Jamaïque           | Errol Stewart, Michael Fray, Clifton Forbes, Lennox Miller       | Mexico      | 19 octobre 1968   | WR     |
| 38 s 2  | États-Unis         | Charles Greene, Melvin Pender, Ronnie Ray Smith, Jim Hines       | Mexico      | 20 octobre 1968   | WR     |
| 38 s 19 | États-Unis         | Larry Black, Robert Taylor, Gerald Tinker, Eddie Hart            | Munich      | 10 septembre 1972 | WR     |
| 37 s 83 | États-Unis         | Sam Graddy, Ron Brown, Calvin Smith, Carl Lewis                  | Los Angeles | 11 août 1984      | WR     |
| 37 s 40 | États-Unis         | Mike Marsh, Leroy Burrell, Dennis Mitchell, Carl Lewis           | Barcelone   | 8 août 1992       | WR     |
| 37 s 10 | Jamaïque           | Nesta Carter, Michael Frater, Usain Bolt, Asafa Powell           | Pékin       | 22 août 2008      | WR     |
| 36 s 84 | Jamaïque           | Nesta Carter, Michael Frater, Yohan Blake, Usain Bolt            | Londres     | 11 août 2012      | WR     |

## Femmes

### Historique

#### 1928-1936

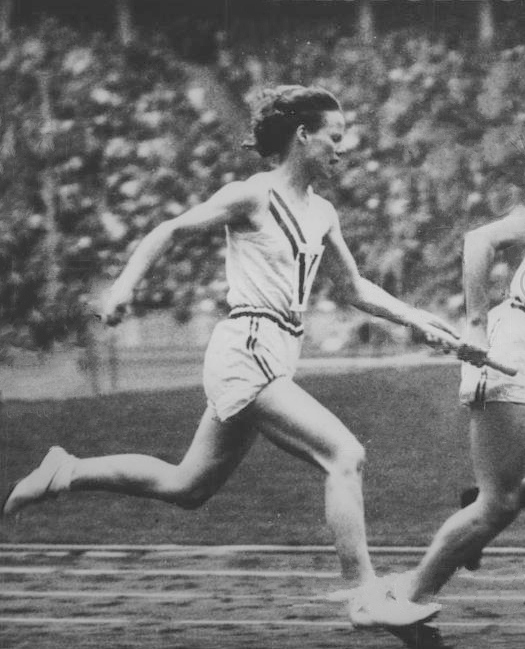
Harriet Bland passant le témoin à Annette Rogers lors des Jeux olympiques de 1936 à Berlin, épreuve remportée par l'équipe des États-Unis.

La première épreuve féminine du relais 4 × 100 mètres se déroule en 1928 à l'occasion des Jeux olympiques d'Amsterdam. L'équipe du Canada, composée dans l'ordre de Ethel Smith  et Fanny Rosenfeld, respectivement 3e et 2e de l'épreuve du 100 m, puis Myrtle Cook et Florence Bell, remporte aisément le titre olympique en 48 s 4, améliorant de près d'une seconde et demi le record du monde. Les États-Unis, dont la championne olympique du 100 m Betty Robinson est la troisième relayeuse, termine deuxième en 48 s 8, devant l'équipe d'Allemagne, médaillée de bronze en 49 s 0. 
En 1932, aux Jeux olympiques de Los Angeles, l'épreuve se dispute sur une finale directe composée de six équipes. Elle est remportée par l'équipe des États-Unis (Mary Carew, Evelyn Furtsch, Annette Rogers et Wilhelmina von Bremen) qui établit à cette occasion un nouveau record du monde de la discipline en 47 s 0. Le Canada (Mildred Fizzell, Lillian Palmer, Mary Frizzell et Hilda Strike, vice-championne olympique sur 100 m) établit le même temps que les américaines et se classe deuxième de l'épreuve, devant l'équipe de Grande-Bretagne (Eileen Hiscock, Gwendoline Porter, Violet Webb et Nellie Halstead), troisième en 47 s 6.
Championne olympique sur 100 m quelques jours plus tôt, l'Américaine Helen Stephens décroche également le titre du  4 × 100 m lors des Jeux olympiques de 1936 à Berlin, en compagnie de ses compatriotes Harriet Bland, Annette Rogers et Betty Robinson. Les États-Unis réalisent le temps de 46 s 9 et devancent la Grande-Bretagne (Eileen Hiscock, Violet Olney, Audrey Brown et Barbara Burke), deuxième en 47 s 6, et le Canada (Dorothy Brookshaw, Jeanette Dolson, Hilda Cameron et Aileen Meagher), troisième en 47 s 8. L'équipe d'Allemagne, qui figurait parmi les favorites au titre après avoir amélioré le record olympique en séries (46 s 4), est disqualifiée après que la dernière relayeuse Ilse Dörffeldt ait fait tomber le témoin lors du dernier passage de relais alors que son équipe était en tête de la course.

#### 1948-1964
Lors des Jeux olympiques de 1948 à Londres, la Néerlandaise Fanny Blankers-Koen remporte sa quatrième médaille d'or durant ces Jeux après le 100 m, 200 m et le 80 m haies. Première relayeuse de son équipe, composée par ailleurs de Xenia Stad-de Jong, Gerda van der Kade-Koudijs et Jeanette Witziers-Timmer, elle permet aux Pays-Bas de s'imposer dans le temps de 47 s 5, devant l'équipe d'Australie (Joyce King, June Maston, Elizabeth McKinnon et Shirley Strickland), médaillée d'argent en 47 s 6 et le Canada (Diane Foster, Patricia Jones, Nancy MacKay et Viola Myers), médaillé de bronze en 47 s 8. Fanny Blankers-Koen n'avait pas prévu de disputer cette épreuve et s'est alignée au départ de la finale en remplacement d'une athlète forfait.
L'Australie est la grande favorite des Jeux olympiques de 1952, à Helsinki, après avoir établi un nouveau record du monde en séries en 46 s 1, elle qui compte dans ses rangs Marjorie Jackson, championne olympique du 100 m et du 200 m quelques jours plus tôt, ou encore Shirley Strickland, championne olympique du 80 m haies. Mais, en finale, l'Australie rate son passage de témoin entre Winsome Cripps et Marjorie Jackson et ne termine que 5e de la course. La victoire revient à l'équipe des États-Unis (Mae Faggs, Barbara Jones, Janet Moreau et Catherine Hardy) qui s'impose en 45 s 9, améliorant de 2/10e le record du monde des Australiennes. L'Allemagne (Ursula Knab, Maria Sander, Helga Klein et Marga Petersen) se classe deuxième dans le même temps que les États-Unis, la Grande-Bretagne (Sylvia Cheeseman, June Foulds, Jean Desforges et Heather Armitage) s'adjugeant la médaille de bronze en 46 s 2.   
Quatre ans plus tard à Melbourne, lors des Jeux olympiques de 1956, le record du monde est amélioré dès les séries par l'Australie et l'Allemagne en 44 s 9. L'équipe d'Australie s'impose quelques heures plus tard en finale en alignant Norma Croker, Betty Cuthbert, championne olympique du 100 m et du 200 m à Melbourne, Fleur Mellor et Shirley Strickland, championne olympique du 80 m haies. Elle établit le temps de 44 s 5 et améliore de nouveau le record du monde. La Grande-Bretagne (Heather Armitage, Anne Pashley, June Foulds et Jean Scrivens) est médaillée d'argent en 44 s 7, devant les États-Unis (Isabelle Daniels, Mae Faggs, Margaret Matthews et Wilma Rudolph), troisième en 44 s 9.
En 1960, aux Jeux olympiques de Rome, les États-Unis sont les favoris de l'épreuve en comptant notamment dans ses rangs Wilma Rudolph, championne olympique sur 100 m et 200 m quelques jours plus tôt. En finale, les Américaines Martha Hudson, Lucinda Williams, Barbara Jones et Wilma Rudolph s'imposent facilement en 44 s 5, égalant le record du monde des Australiennes. L'équipe unifiée d'Allemagne (Martha Langbein, Anni Biechl, Brunhilde Hendrix et Jutta Heine) et la Pologne (Teresa Ciepły, ,Barbara Janiszewska, Celina Jesionowska, Halina Richter) complètent le podium en respectivement 44 s 8 et 45 s 0.
Lors des Jeux olympiques de 1964 à Tokyo, l'équipe de Pologne, composée de Teresa Ciepły, Irena Kirszenstein, Halina Górecka et Ewa Kłobukowska remporte la médaille d'or en 43 s 6 et améliore le record du monde. Elles devancent les favorites américaines Willye White, Wyomia Tyus (championne olympique du 100 m), Marilyn White et Edith McGuire (championne olympique du 200 m), qui se classe deuxième de la finale en 43 s 9. La Grande-Bretagne (Janet Simpson, Mary Rand, Daphne Arden et Dorothy Hyman) est médaillée de bronze en 44 s 0. L'épreuve se déroule pour la première fois sur une piste de huit couloirs.

#### 1968-1984

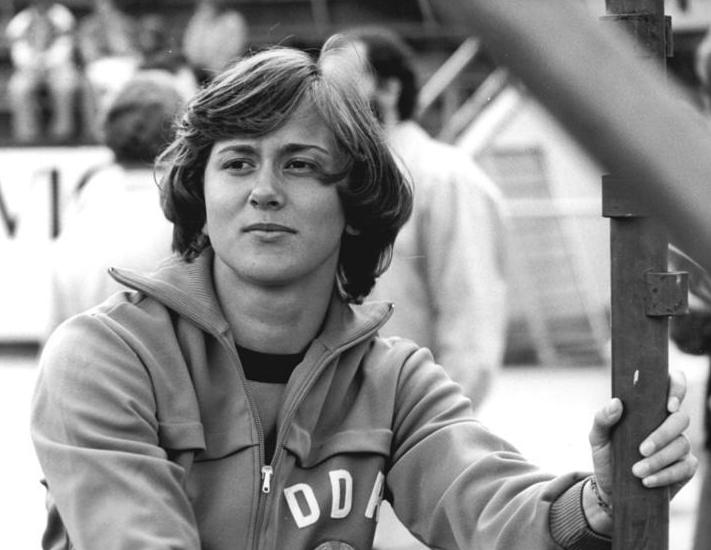
Marlies Göhr, championne olympique du 4 × 100 m en 1976 et 1980 avec l'équipe d'Allemagne de l'Est.

Durant les Jeux olympiques de 1968, à Mexico, le record du monde est amélioré dès les séries par les États-Unis puis par les Pays-Bas avec le temps de 43 s 4. En finale, l'équipe américaine composée de Barbara Ferrell, Margaret Bailes, Mildrette Netter et de la championne olympique du 100 m Wyomia Tyus décroche l'or olympique en portant ce record du monde à 42 s 8 (42 s 88 au chronométrage électronique). La médaille d'argent revient à l'équipe de Cuba (Marlene Elejalde, Fulgencia Romay, Violeta Quesada et Miguelina Cobián) en 43 s 3 et la médaille de bronze à l'équipe d'Union soviétique (Lyudmila Zharkova,Galina Bukharina, Vera Popkova et Lyudmila Samotysova) en 43 s 4. Les Pays-Bas réalisent le même temps que lors des séries mais terminent au pied du podium.
En 1972, aux Jeux olympiques de 1972, l'équipe d'Allemagne de l'Ouest (Christiane Krause, Ingrid Mickler, Annegret Richter et Heide Rosendahl) s'impose en finale en égalant le record du monde établi par l'équipe américaine en 1968 (42 s 8, soit 42 s 81 au chronométrage électronique). L'Allemagne de l'Est (Evelin Kaufer, Christina Heinich, Bärbel Struppert et Renate Stecher, championne olympique du 100 m et du 200 m à Munich) se classe de deuxième en 42 s 95, devant Cuba (Marlene Elejalde, Carmen Valdés, Fulgencia Romay et Silvia Chivás ), troisième en 43 s 36. L'équipe des États-Unis termine au pied du podium en 43 s 39.
Quatre ans plus tard, à Montréal lors des Jeux olympiques de 1976, le relais ouest-allemand améliore le record olympique dès les séries en 42 s 61 mais est battu en finale par l'Allemagne de l'Est (Marlies Göhr, Renate Stecher, Carla Bodendorf et Bärbel Eckert) qui s'impose dans le temps de 42 s 55, nouveau record olympique. L'Allemagne de l'Ouest (Elvira Possekel, Inge Helten, Annegret Richter, titrée sur 100 m, et Annegret Kroniger) s'adjuge la médaille d'argent en 42 s 59, devant l'URSS (Tatyana Prorochenko, Ludmila Maslakova, Nadezhda Besfamilnaya et Vera Anisimova), troisième en 43 s 09.
L'Allemagne de l'Est conserve son titre à l'occasion des Jeux olympiques de Moscou en 1980. En finale, Romy Müller, Bärbel Wöckel, Ingrid Auerswald-Lange et Marlies Göhr s'imposent dans le temps de 41 s 6 et améliorent de 15/100e leur propre record du monde établi à Potsdam juste avant le début des Jeux. L'Union soviétique (Vera Komisova, Ludmila Zharkova-Maslakova, Vera Anisimova et Natalya Bochina) termine deuxième en 42 s 10 et la Grande-Bretagne (Heather Hunte, Kathy Smallwood-Cook, Beverley Goddard-Callender et Sonia Lannaman) troisième en 42 s 43. Parmi les principales absences pour cause de boycott, figurent les États-Unis et l'Allemagne de l'Ouest.
Les Jeux olympiques de 1984 sont marqués par le boycott des nations du Bloc soviétique, et notamment l'Allemagne de l'Est, titrée lors des deux éditions précédentes et championne du monde en 1983. À Los Angeles, les États-Unis remportent la médaille d'or en alignant en finale trois athlètes placées parmi les 4 premières de l'épreuve du 100 m : Alice Brown (2e), Jeanette Bolden (4e) et Evelyn Ashford (1re) ainsi que Chandra Cheeseborough en troisième relayeuse. Les Américaines s'imposent en 41 s 65, devant le Canada (Angela Bailey, Marita Payne, Angella Taylor et France Gareau) qui obtient la médaille d'argent en 42 s 77, et la Grande-Bretagne (Simmone Jacobs, Kathy Cook, Beverley Callender et Heather Oakes), médaillée de bronze en 43 s 11. L'équipe de France échoue au pied du podium en 43 s 15.

#### 1988-2004

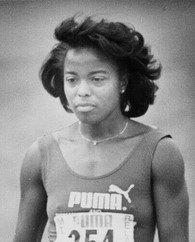
Evelyn Ashford est l'athlète féminine la plus titrée aux Jeux olympiques sur 4 × 100 m en s'imposant en 1984, 1988 et 1992.

L'équipe des États-Unis conserve son titre du relais 4 × 100 mètres lors des Jeux olympiques de 1988, à Séoul. Alice Brown, Sheila Echols, Florence Griffith-Joyner, championne olympique du 100 m et du 200 m quelques jours plus tôt et Evelyn Ashford concluent le tour de piste en 41 s 98 et devancent de 11/100e de seconde le relais d'Allemagne de l'Est composé de Silke Möller, Kerstin Behrendt, Ingrid Auerswald et Marlies Göhr. L'URSS (Lyudmila Kondratyeva, Galina Malchugina, Marina Zhirova et Natalya Pomoshchnikova), en tête de la course avant le dernier passage de relais, termine à la troisième place en 42 s 75, un 1/100e de seconde devant l'Allemagne de l'Ouest.
Aux Jeux olympiques de 1992 à Barcelone, les Américaines s'imposent une nouvelle fois en alignant en finale Evelyn Ashford, Esther Jones, Carlette Guidry et Gwen Torrence, et se passant de Gail Devers, championne olympique du 100 m quelques jours plus tôt, forfait pour cause de blessure. Les États-Unis l'emportent en 42 s 11 et devancent de 5/100e de seconde seulement l'équipe unifiée de l’ex-URSS (Olga Bogoslovskaya, Galina Malchugina, Marina Trandenkova et Irina Privalova). Le Nigeria (Beatrice Utondu, Faith Idehen, Christy Opara-Thompson et Mary Onyali) monte sur la troisième du podium en 42 s 81, devançant de 4/100e de seconde seulement l'équipe de France qui a comme dernière relayeuse Marie-José Pérec, championne olympique du 400 m à Barcelone. En remportant un troisième titre olympique, Evelyn Ashford devient l'athlète féminine la plus titrée dans cette épreuve.
Lors des Jeux olympiques d'Atlanta en 1996, Les États-Unis obtiennent un quatrième titre olympique consécutif. L'équipe américaine, championne du monde en 1995 et composée de Chryste Gaines, Gail Devers (championne olympique sur 100 m), Inger Miller et Gwen Torrence) s'impose dans le temps de 41 s 95, devant les Bahamas (Eldece Clarke, Chandra Sturrup, Sevatheda Fynes et Pauline Davis) et la Jamaïque (Michelle Freeman, Juliet Cuthbert, Nikole Mitchell et Merlene Ottey).
Quatre ans plus tard, en finale des Jeux olympiques de 2000, les Bahamas confirment leur titre de champion du monde obtenue en 1999 à Séville en remportant le titre olympique à Sydney. Sevatheda Fynes, Chandra Sturrup, Pauline Davis-Thompson et Debbie Ferguson l'emportent dans le temps de 41 s 95 et devancent les Jamaïcaines Tayna Lawrence, Veronica Campbell, Beverly McDonald et Merlene Ottey, médaillées d'argent en 42 s 13. Les États-Unis, qui alignent Chryste Gaines, Torri Edwards, Nanceen Perry et Marion Jones, vainqueure du 100 m et du 200 m quelques jours plus tôt, se classe troisième de l'épreuve en 42 s 20. À la suite des aveux de dopage de Marion Jones en 2007, ses titres olympiques de 2000 lui sont retirés et l'ensemble du relais américain du 4 × 100 m est disqualifié au profit de l'équipe de France arrivée quatrième. Mais, le 16 juillet 2010, le Tribunal arbitral du sport tranche en faveur des sept athlètes américaines qui avaient fait appel de la décision du CIO, statuant que les règlements en vigueur en 2000 ne permettaient pas de disqualifier des équipes entières en raison du dopage d'une athlète. Ainsi, Chryste Gaines, Torri Edwards, Nanceen Perry ainsi que Passion Richardson pour sa participation aux séries, se voient réattribuer la médaille de bronze
Lors de la finale des Jeux olympiques de 2004 à Athènes, l'équipe américaine effectue un passage de témoin hors-zone entre Lauryn Williams et LaTasha Colander, se classant huitième et dernière de la course. L'équipe de Jamaïque, composée de Tayna Lawrence, Sherone Simpson, Aleen Bailey et Veronica Campbell, s'impose dans le temps de 41 s 73 et signe un nouveau record national. La Russie (Olga Fiodorova, Yuliya Tabakova, Irina Khabarova et Larisa Kruglova) s'adjuge la médaille d'argent en 42 s 27 et devance les championnes du monde en titre françaises (Véronique Mang, Muriel Hurtis, Sylviane Félix et Christine Arron), médaillées de bronze en 42 s 54.

#### Depuis 2008

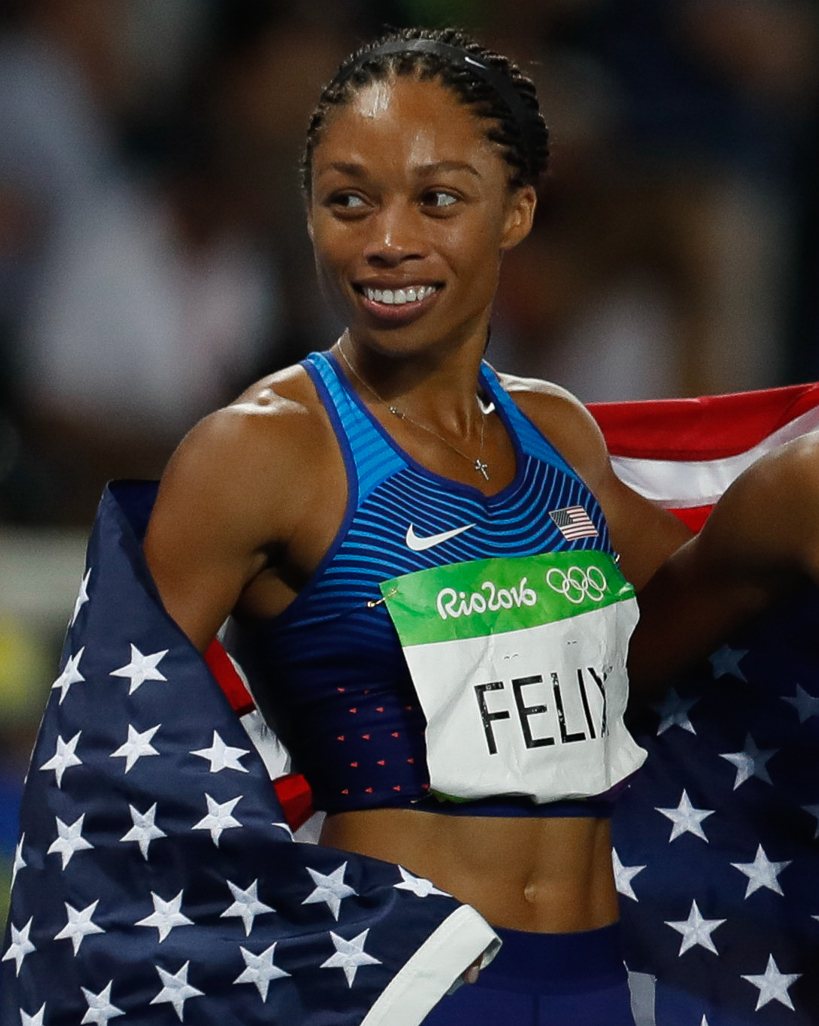
Allyson Felix, championne olympique du 4 × 100 mètres en 2012 et 2016.

Aux Jeux olympiques de Pékin en 2008, le relais 4 x 100 mètres est initialement remporté par la Russie en 42 s 31, mais cette dernière est finalement destituée de son titre en 2016 après la réanalyse des échantillons de Yulia Chermonshanskaya (30 ans), contrôlée positive au stanozozol et au turinabol. En conséquence, le titre revient à la Belgique d'Olivia Borlée, Hanna Mariën, Élodie Ouédraogo et Kim Gevaert, qui avait établi un nouveau record national en 42 s 54. Le Nigeria (Ene Franca Idoko, Gloria Kemasuode, Halimat Ismaila et Oludamola Osayomi) hérite de l'argent, le Brésil (Rosemar Coelho Neto, Lucimar de Moura, Thaíssa Presti et Rosângela Santos) du bronze. 
A Londres en 2012, les États-Unis redeviennent champions olympiques, 16 ans après leur dernier titre à Atlanta. Le quatuor américain, composé de Tianna Madison, Allyson Felix, Bianca Knight, et Carmelita Jeter (championne du monde 2011 du 100 m), gagne la course en établissant un nouveau record du monde en 40 s 82, devenant la première équipe féminine de l'histoire à descendre sous la barre des 41 secondes. Les quatre Américaines devancent l'équipe de Jamaïque (Shelly-Ann Fraser-Pryce, double championne olympique du 100 m en 2008 et 2012, Sherone Simpson, Veronica Campbell-Brown et Kerron Stewart) qui améliore le record national en 41 s 41, à 4 centièmes de l'ancien record du monde détenu par l'Allemagne de l'Est (41 s 37 en 1985). Enfin, la médaille de bronze revient à l'Ukraine (Olesya Povh, Hrystyna Stuy, Mariya Ryemyen, Elyzaveta Bryzhina), qui bat également le record national en 42 s 04.  
Le relais américain conserve son titre olympique à Rio en 2016. Pourtant, les États-Unis avaient initialement été éliminées dès les séries après un mauvais passage de témoin entre Allyson Felix et English Gardner, la première ayant essayé de lancer le bâton à sa coéquipière qui n'avait pas réussi à l'attraper. Cependant, la délégation américaine dépose une réclamation après la course, au motif que Allyson Felix a été gênée par une concurrente brésilienne courant à sa droite lors du passage du témoin. Les États-Unis obtiennent gain de cause et peuvent recourir seules l’épreuve le soir dans le même couloir, avec l'obligation de courir plus rapidement que les 42 s 75 réalisés par le relais chinois, dernier qualifié au temps. Les Américaines se qualifient finalement avec le temps de 41 s 77 et remportent dans la foulée la finale en réalisant le deuxième meilleur chrono de l'histoire en 41 s 01, à moins de deux dixièmes de leur propre record du monde établi quatre ans plus tôt. L'équipe est composée de Tianna Bartoletta, Allyson Felix, English Gardner et Tori Bowie. Allyson Felix devient par la même occasion la première femme à remporter cinq médailles d'or olympiques en athlétisme. La Jamaïque (Christania Williams, Elaine Thompson, Veronica Campbell-Brown et Shelly-Ann Fraser-Pryce) est médaillée d'argent en 41 s 36 alors que l'équipe de Grande-Bretagne (Asha Philip, Desirèe Henry, Dina Asher-Smith et Daryll Neita) établit un nouveau record national en 41 s 77 pour obtenir la médaille de bronze.
Les trois équipes médaillées lors des Jeux de 2016 se retrouvent sur le podium lors des Jeux de Tokyo en 2021, mais la victoire revient cette fois à la Jamaïque qui s'impose en 41 s 02, le troisième meilleur chrono de l'histoire. Avec cette victoire, Elaine Thompson s'offre un triplé 100 m - 200 m - 4 x 100 m lors de ces JO, ce qu'aucune femme n'avait réalisé depuis Florence Griffith-Joyner en 1988. L'équipe de Jamaïque, constituée également de Shelly-Ann Fraser-Pryce, Shericka Jackson et Briana Williams, devance donc les États-Unis (Javianne Oliver, Teahna Daniels, Jenna Prandini et Gabrielle Thomas), deuxièmes en 41 s 45, et la Grande-Bretagne (Asha Philip, Imani Lansiquot, Dina Asher-Smith, Daryll Neita), troisième en 41 s 88.

### Palmarès
| Édition | Or | Argent | Bronze |
| ------- | --- | --- | --- |
| 1928    | Canada Fanny Rosenfeld Ethel Smith Florence Bell Myrtle Cook 48 s 4                                                                                         | États-Unis Mary Washburn Jessie Cross Loretta McNeil Betty Robinson 48 s 8                                                                                            | Allemagne Rosa Kellner Helene Schmidt Anni Holdmann Helene Junker 49 s 0                                                |
| 1932    | États-Unis Mary Carew Evelyn Furtsch Annette Rogers Wilhelmina von Bremen 47 s 0                                                                            | Canada Mildred Fizzell Lillian Palmer Mary Frizzell Hilda Strike 47 s 0                                                                                               | Grande-Bretagne Eileen Hiscock Gwendoline Porter Violet Webb Nellie Halstead 47 s 6                                     |
| 1936    | États-Unis Harriet Bland Annette Rogers Betty Robinson Helen Stephens 46 s 9                                                                                | Grande-Bretagne Eileen Hiscock Violet Olney Audrey Brown Barbara Burke 47 s 6                                                                                         | Canada Dorothy Brookshaw Mildred Dolson Hilda Cameron Aileen Meagher 47 s 8                                             |
| 1948    | Pays-Bas Xenia Stad-de Jong Jeanette Witziers-Timmer Gerda van der Kade-Koudijs Fanny Blankers-Koen 47 s 5                                                  | Australie Shirley Strickland June Maston Elizabeth McKinnon Joyce King 47 s 6                                                                                         | Canada Viola Myers Nancy MacKay Diane Foster Patricia Jones 47 s 8                                                      |
| 1952    | États-Unis Mae Faggs Barbara Jones Janet Moreau Catherine Hardy 45 s 9 (WR)                                                                                 | Allemagne Ursula Knab Maria Sander Helga Klein Marga Petersen 45 s 9                                                                                                  | Grande-Bretagne Sylvia Cheeseman June Foulds Jean Desforges Heather Armitage 46 s 2                                     |
| 1956    | Australie Shirley Strickland Norma Croker Fleur Mellor Betty Cuthbert 44 s 5                                                                                | Grande-Bretagne Anne Pashley Jean Scrivens June Foulds Heather Armitage 44 s 7                                                                                        | États-Unis Mae Faggs Margaret Matthews Wilma Rudolph Isabelle Daniels 44 s 9                                            |
| 1960    | États-Unis Martha Hudson Lucinda Williams Barbara Jones Wilma Rudolph 44 s 5                                                                                | Équipe unifiée d'Allemagne Martha Langbein Anni Biechl Brunhilde Hendrix Jutta Heine 44 s 8                                                                           | Pologne Teresa Wieczorek Barbara Janiszewska Celina Jesionowska Halina Richter 45 s 0                                   |
| 1964    | Pologne Teresa Wieczorek Irena Kirszenstein Halina Richter Ewa Kłobukowska 43 s 6 (WR)                                                                      | États-Unis Willye White Wyomia Tyus Marilyn White Edith McGuire 43 s 9                                                                                                | Grande-Bretagne Janet Simpson Mary Rand Daphne Arden Dorothy Hyman 44 s 0                                               |
| 1968    | États-Unis Barbara Ferrell Margaret Bailes Mildrette Netter Wyomia Tyus 42 s 8 (WR)                                                                         | Cuba Marlene Elejalde Fulgencia Romay Violeta Quesada Miguelina Cobián 43 s 3                                                                                         | Union soviétique Lyudmila Zharkova Galina Bukharina Vera Popkova Lyudmila Samotyosova 43 s 4                            |
| 1972    | Allemagne de l'Ouest Christiane Krause Ingrid Mickler Annegret Richter Heidemarie Rosendahl 42 s 81 (WR)                                                    | Allemagne de l'Est Evelin Kaufer Christina Heinich Barbel Struppert Renate Stecher 42 s 95                                                                            | Cuba Marlene Elejalde Carmen Valdes Fulgencia Romay Silvia Chivás 43 s 36                                               |
| 1976    | Allemagne de l'Est Marlies Oelsner Renate Stecher Carla Bodendorf Bärbel Eckert 42 s 55 (OR)                                                                | Allemagne de l'Ouest Elvira Possekel Inge Helten Annegret Richter Annegret Kroniger 42 s 59                                                                           | Union soviétique Tetyana Prorochenko Lyudmila Zharkova Nadezhda Besfamilnaya Vera Anisimova 43 s 09                     |
| 1980    | Allemagne de l'Est Romy Müller Bärbel Wöckel Ingrid Auerswald Marlies Göhr 41 s 60 (WR)                                                                     | Union soviétique Vera Komisova Lyudmila Zharkova Vera Anisimova Natalya Bochina 42 s 10                                                                               | Grande-Bretagne Heather Hunte Kathy Cook Beverley Goddard Sonia Lannaman 42 s 43                                        |
| 1984    | États-Unis Alice Brown Jeanette Bolden Chandra Cheeseborough Evelyn Ashford 41 s 65                                                                         | Canada Angela Bailey Marita Payne Angella Taylor France Gareau 42 s 77                                                                                                | Grande-Bretagne Simone Jacobs Kathy Cook Beverley Callender Heather Oakes 43 s 11                                       |
| 1988    | États-Unis Alice Brown Sheila Echols Florence Griffith Joyner Evelyn Ashford 41 s 98                                                                        | Allemagne de l'Est Silke Möller Kerstin Behrendt Ingrid Auerswald Marlies Göhr 42 s 09                                                                                | Union soviétique Lyudmila Kondratyeva Galina Malchugina Marina Zhirova Natalya Pomoschnikova 42 s 75                    |
| 1992    | États-Unis Evelyn Ashford Esther Jones Carlette Guidry Gwen Torrence 42 s 11                                                                                | Équipe unifiée Olga Bogoslovskaya Galina Malchugina Marina Trandenkova Irina Privalova 42 s 16                                                                        | Nigeria Beatrice Utondu Faith Idehen Christy Opara-Thompson Mary Onyali 42 s 81                                         |
| 1996    | États-Unis Gail Devers Inger Miller Chryste Gaines Gwen Torrence 41 s 95                                                                                    | Bahamas Eldece Clarke Chandra Sturrup Sevatheda Fynes Pauline Davis 42 s 14                                                                                           | Jamaïque Michelle Freeman Juliet Cuthbert Nikole Mitchell Merlene Ottey 42 s 24                                         |
| 2000    | Bahamas Sevatheda Fynes Chandra Sturrup Pauline Davis Debbie Ferguson 41 s 95                                                                               | Jamaïque Tayna Lawrence Veronica Campbell Beverly McDonald Merlene Ottey 42 s 13                                                                                      | États-Unis Chryste Gaines Torri Edwards Nanceen Perry Passion Richardson 42 s 20                                        |
| 2004    | Jamaïque Tayna Lawrence Sherone Simpson Aleen Bailey Veronica Campbell 41 s 73                                                                              | Russie Olga Fyodorova Yuliya Tabakova Irina Khabarova Larisa Kruglova 42 s 27                                                                                         | France Véronique Mang Muriel Hurtis Sylviane Félix Christine Arron 42 s 54                                              |
| 2008    | Belgique Olivia Borlée Hanna Mariën Élodie Ouédraogo Kim Gevaert 42 s 54                                                                                    | Nigeria Ene Franca Idoko Gloria Kemasuode Halimat Ismaila Oludamola Osayomi 43 s 04 Participation aux séries : Agnes Osazuwa                                          | Brésil Rosemar Coelho Neto Lucimar de Moura Thaissa Presti Rosangela Santos 43 s 14                                     |
| 2012    | États-Unis Tianna Madison Allyson Felix Bianca Knight Carmelita Jeter 40 s 82 (WR) Participation aux séries : Jeneba Tarmoh Lauryn Williams                 | Jamaïque Shelly-Ann Fraser-Pryce Sherone Simpson Veronica Campbell-Brown Kerron Stewart 41 s 41 Participation aux séries : Samantha Henry-Robinson Schillonie Calvert | Ukraine Olesya Povh Hrystyna Stuy Mariya Ryemyen Elizaveta Bryzhina 42 s 04                                             |
| 2016    | États-Unis Tianna Bartoletta Allyson Felix English Gardner Tori Bowie 41 s 01 Participation aux séries : Morolake Akinosun                                  | Jamaïque Christania Williams Elaine Thompson Veronica Campbell-Brown Shelly-Ann Fraser-Pryce 41 s 36 Participation aux séries : Simone Facey Sashalee Forbes          | Grande-Bretagne Asha Philip Desiree Henry Dina Asher-Smith Daryll Neita 41 s 77                                         |
| 2020    | Jamaïque Briana Williams Elaine Thompson-Herah Shelly-Ann Fraser-Pryce Shericka Jackson 41 s 02 Participation aux séries : Natasha Morrison Remona Burchell | États-Unis Javianne Oliver Teahna Daniels Jenna Prandini Gabrielle Thomas 41 s 45 Participation aux séries : English Gardner Aleia Hobbs                              | Grande-Bretagne Asha Philip Imani Lansiquot Dina Asher-Smith Daryll Neita 41 s 88                                       |
| 2024    | États-Unis Melissa Jefferson Twanisha Terry Gabrielle Thomas Sha'Carri Richardson 41 s 78                                                                   | Grande-Bretagne Dina Asher-Smith Imani Lansiquot Amy Hunt Daryll Neita 41 s 85 Participation aux séries : Bianca Williams Desirèe Henry                               | Allemagne Alexandra Burghardt Lisa Mayer Gina Lückenkemper Rebekka Haase 41 s 97 Participation aux séries : Sophia Junk |

### Multiples médaillées
| Rang | Athlète                  | Pays                            | Période   | Or | Argent | Bronze | Total |
| ---- | ------------------------ | ------------------------------- | --------- | -- | ------ | ------ | ----- |
| 1    | Evelyn Ashford           | États-Unis                      | 1984–1992 | 3  | 0      | 0      | 3     |
| 2    | Marlies Göhr             | Allemagne de l'Est              | 1976–1988 | 2  | 1      | 0      | 3     |
| 3    | Annette Rogers           | États-Unis                      | 1932–1936 | 2  | 0      | 0      | 2     |
| 3    | Alice Brown              | États-Unis                      | 1984–1988 | 2  | 0      | 0      | 2     |
| 3    | Carlette Guidry-White    | États-Unis                      | 1992–1996 | 2  | 0      | 0      | 2     |
| 3    | Gwen Torrence            | États-Unis                      | 1992–1996 | 2  | 0      | 0      | 2     |
| 3    | Tianna Bartoletta        | États-Unis                      | 2012–2016 | 2  | 0      | 0      | 2     |
| 3    | Allyson Felix            | États-Unis                      | 2012–2016 | 2  | 0      | 0      | 2     |
| 9    | Veronica Campbell-Brown  | Jamaïque                        | 2000–2016 | 1  | 3      | 0      | 4     |
| 10   | Shelly-Ann Fraser-Pryce  | Jamaïque                        | 2012–2021 | 1  | 2      | 0      | 3     |
| 11   | Shirley Strickland       | Australie                       | 1948–1956 | 1  | 1      | 0      | 2     |
| 11   | Wyomia Tyus              | États-Unis                      | 1964–1968 | 1  | 1      | 0      | 2     |
| 11   | English Gardner          | États-Unis                      | 2016–2021 | 1  | 1      | 0      | 2     |
| 11   | Annegret Richter         | Allemagne de l'Ouest            | 1972–1976 | 1  | 1      | 0      | 2     |
| 11   | Renate Stecher           | Allemagne de l'Est              | 1972–1976 | 1  | 1      | 0      | 2     |
| 11   | Ingrid Auerswald         | Allemagne de l'Est              | 1980–1988 | 1  | 1      | 0      | 2     |
| 11   | Eldece Clarke-Lewis      | Bahamas                         | 1996–2000 | 1  | 1      | 0      | 2     |
| 11   | Pauline Davis-Thompson   | Bahamas                         | 1996–2000 | 1  | 1      | 0      | 2     |
| 11   | Debbie Ferguson-McKenzie | Bahamas                         | 1996–2000 | 1  | 1      | 0      | 2     |
| 11   | Sevatheda Fynes          | Bahamas                         | 1996–2000 | 1  | 1      | 0      | 2     |
| 11   | Chandra Sturrup          | Bahamas                         | 1996–2000 | 1  | 1      | 0      | 2     |
| 11   | Tayna Lawrence           | Jamaïque                        | 2000–2004 | 1  | 1      | 0      | 2     |
| 11   | Beverly McDonald         | Jamaïque                        | 2000–2004 | 1  | 1      | 0      | 2     |
| 11   | Sherone Simpson          | Jamaïque                        | 2004–2012 | 1  | 1      | 0      | 2     |
| 11   | Elaine Thompson          | Jamaïque                        | 2016–2021 | 1  | 1      | 0      | 2     |
| 11   | Gabrielle Thomas         | États-Unis                      | 2021-2024 | 1  | 1      | 0      | 2     |
| 27   | Mae Faggs                | États-Unis                      | 1952–1956 | 1  | 0      | 1      | 2     |
| 27   | Teresa Ciepły            | Pologne                         | 1956–1960 | 1  | 0      | 1      | 2     |
| 27   | Halina Górecka           | Pologne                         | 1956–1960 | 1  | 0      | 1      | 2     |
| 27   | Wilma Rudolph            | États-Unis                      | 1956–1960 | 1  | 0      | 1      | 2     |
| 27   | Chryste Gaines           | États-Unis                      | 1996–2000 | 1  | 0      | 1      | 2     |
| 32   | Lyudmila Zharkova        | Union soviétique                | 1968–1980 | 0  | 1      | 2      | 3     |
| 32   | Dina Asher-Smith         | Grande-Bretagne                 | 2016–2024 | 0  | 1      | 2      | 3     |
| 32   | Daryll Neita             | Grande-Bretagne                 | 2016–2024 | 0  | 1      | 2      | 3     |
| 35   | Eileen Hiscock           | Grande-Bretagne                 | 1932–1936 | 0  | 1      | 1      | 2     |
| 35   | June Foulds              | Grande-Bretagne                 | 1952–1956 | 0  | 1      | 1      | 2     |
| 35   | Marlene Elejalde         | Cuba                            | 1968–1972 | 0  | 1      | 1      | 2     |
| 35   | Fulgencia Romay          | Cuba                            | 1968–1972 | 0  | 1      | 1      | 2     |
| 35   | Vera Anisimova           | Union soviétique                | 1976–1980 | 0  | 1      | 1      | 2     |
| 35   | Galina Malchugina        | Union soviétique Équipe unifiée | 1988–1992 | 0  | 1      | 1      | 2     |
| 35   | Merlene Ottey            | Jamaïque                        | 1996–2000 | 0  | 1      | 1      | 2     |
| 35   | Imani Lansiquot          | Grande-Bretagne                 | 2021–2024 | 0  | 1      | 1      | 2     |
| 44   | Beverley Goddard         | Grande-Bretagne                 | 1980–1984 | 0  | 0      | 2      | 2     |
| 44   | Heather Oakes            | Grande-Bretagne                 | 1980–1984 | 0  | 0      | 2      | 2     |
| 44   | Kathy Smallwood-Cook     | Grande-Bretagne                 | 1980–1984 | 0  | 0      | 2      | 2     |
| 44   | Asha Philip              | Grande-Bretagne                 | 2016–2021 | 0  | 0      | 2      | 2     |

### Record olympique
| Temps   | Pays                 | Athlètes                                                                    | Lieu        | Date              | Record |
| ------- | -------------------- | --------------------------------------------------------------------------- | ----------- | ----------------- | ------ |
| 48 s 4  | Canada               | Fanny Rosenfeld, Ethel Smith, Florence Bell, Myrtle Cook                    | Amsterdam   | 5 août 1928       |        |
| 47 s 0  | États-Unis           | Mary Carew, Evelyn Furtsch, Annette Rogers, Wilhelmina von Bremen           | Los Angeles | 7 août 1932       | WR     |
| 47 s 0  | Canada               | Mildred Frizzell, Lillian Palmer, Mary Frizzell, Hilda Strike               | Los Angeles | 7 août 1932       |        |
| 46 s 4  | Allemagne            | Emmy Albus, Käthe Krauß, Marie Dollinger, Ilse Dörffeldt                    | Berlin      | 8 août 1936       | WR     |
| 46 s 1  | Australie            | Shirley Strickland, Verna Johnston, Winsome Cripps, Marjorie Jackson        | Helsinki    | 27 juillet 1952   | WR     |
| 45 s 9  | États-Unis           | Mae Faggs, Barbara Jones, Janet Moreau, Catherine Hardy                     | Helsinki    | 27 juillet 1952   | WR     |
| 45 s 9  | Allemagne de l'Ouest | Ursula Knab, Maria Sander, Helga Klein, Marga Petersen                      | Helsinki    | 27 juillet 1952   |        |
| 44 s 9  | Australie            | Shirley Strickland, Norma Croker, Fleur Mellor, Betty Cuthbert              | Melbourne   | 1er décembre 1956 | WR     |
| 44 s 9  | Allemagne de l'Ouest | Gisela Köhler, Bärbel Mayer, Maria Sander, Christa Stubnick                 | Melbourne   | 1er décembre 1956 | WR     |
| 44 s 5  | Australie            | Shirley Strickland, Norma Croker, Fleur Mellor, Betty Cuthbert              | Melbourne   | 1er décembre 1956 | WR     |
| 44 s 4  | États-Unis           | Martha Hudson, Lucinda Williams, Barbara Jones, Wilma Rudolph               | Rome        | 7 septembre 1960  | WR     |
| 43 s 9  | États-Unis           | Willye White, Wyomia Tyus, Marilyn White, Edith McGuire                     | Tokyo       | 21 octobre 1964   | WR     |
| 43 s 4  | États-Unis           | Barbara Ferrell, Margaret Bailes, Mildrette Netter, Wyomia Tyus             | Mexico      | 19 octobre 1968   | WR     |
| 43 s 4  | Pays-Bas             | Wilhelmina van den Berg, Mieke Sterk, Truus Hennipman, Corrie Bakker        | Mexico      | 19 octobre 1968   | WR     |
| 42 s 8  | États-Unis           | Barbara Ferrell, Margaret Bailes, Mildrette Netter, Wyomia Tyus             | Mexico      | 19 octobre 1968   | WR     |
| 42 s 81 | Allemagne de l'Ouest | Christiane Krause, Ingrid Mickler-Becker, Annegret Richter, Heide Rosendahl | Munich      | 10 septembre 1972 | WR     |
| 42 s 61 | Allemagne de l'Ouest | Elvira Possekel, Inge Helten, Annegret Richter, Annegret Kroniger           | Montréal    | 30 juillet 1976   |        |
| 42 s 55 | Allemagne de l'Est   | Marlies Oelsner, Renate Stecher, Carla Bodendorf, Bärbel Eckert             | Montréal    | 31 juillet 1976   |        |
| 41 s 60 | Allemagne de l'Est   | Marlies Göhr, Romy Müller, Ingrid Auerswald, Bärbel Eckert                  | Moscou      | 1er août 1980     | WR     |
| 40 s 82 | États-Unis           | Tianna Madison, Allyson Felix, Bianca Knight, Carmelita Jeter               | Londres     | 10 août 2012      | WR     |